# 清水區 (日本)
清水区（日语：／ Shimizu ku */?）為2005年4月1日靜岡市成為政令指定都市后設立的行政區之一。面積相當于舊清水市全境與旧蒲原町、由比町。面積265.62平方公里，總人口242,731人。為動漫作品《櫻桃小丸子》的故事舞臺。是知名的港灣都市。

## 概要
清水為駿河灣內部、銜接折戶灣的天然良港，自古以來清水港為中心，作為海運中繼站、水軍基地而發展起來的港町，近代開始以輸出茶葉為首，成為國際貿易港口。而後被指定為特定重要港灣，在清水港臨海地區進駐許多企業及工廠，以高速經濟成長期的產業都市逐漸擴大、成長。此之，區內的江尻、興津、由比、蒲原，分別擁有為舊東海道上的宿場而繁榮起來的歷史。
此外，此區也以漫畫家櫻桃子筆下的漫畫作品櫻桃小丸子的背景舞台、以及J聯賽所屬的清水心跳足球隊本場而知名。
舊清水市，是全國唯一從特例市（2001年）、中核市（2003年）、政令指定都市（2005年）為順序全部被指定過的區域。

## 地理

### 面積
根據國土地理院對全國都道府縣市區町村別面積的調查，清水區的面積為265.09平方公里。

### 相鄰的自治体
- 靜岡縣
  - 靜岡市葵區、駿河區
  - 富士市
  - 富士郡芝川町
- 山梨縣
  - 南巨摩郡南部町

## 歴史
清水區誕生前的相關歷史，請參照清水市。
- 2005年4月1日 - 伴隨移入靜岡市的政令指定都市，舊清水市幾乎全域轉變為清水區（鳥坂、楠的一部分編入葵區，谷田、草薙的一部分編入駿河區）。
- 2006年3月31日 - 靜岡市將庵原郡的蒲原町編入，舊蒲原町域成為清水區的一部分（這使的舊蒲原町域成為靜岡市的飛地）。
- 2008年11月1日 - 靜岡市將庵原郡的由比町編入、舊由比町域成為清水區的一部分（這讓蒲原町域從原本的飛地狀態消解掉）。

## 交通

### 鐵路
- 東海旅客鉄道（JR東海）
  -  東海道本線 : 草薙站 - 清水站 - 興津站 - 由比站 - 蒲原站 - 新蒲原站
  -  東海道新幹線僅通過本區，沒有停車站。
- 靜岡鐵道（靜鐵）
  - 靜岡清水線 : 縣立美術館前站 - 草薙站 - 御門台站 - 狐崎駅站 - 櫻橋站 - 入江岡站 - 新清水站

### 路線巴士
- 靜鐵Justline（由比、蒲原地區除外）
- 山梨交通（僅限蒲原地區）
- 靜岡市自主運行巴士（運行事業者為信興巴士）
  - 由比・蒲原病院前自主運行巴士（富士急靜岡巴士的廢止代替巴士）
  - 由比地區自主運行巴士「由比巴士（ゆいばす）」

### 道路
- 東名高速道路 - 由於車道沿著海岸線，因此當有高海浪時可能會封鎖附近道路。
  - 清水IC - 近鄰清水區市中心及清水港的交流道。
  - 清水JCT - 與新東名高速道路（清水聯絡路）的交叉點。
  - 由比PA
- 新東名高速道路
  - 本線
    - 新清水IC
    - 新清水JCT - 新東名高速道路（清水聯絡路）與中部橫斷自動車道的交叉點。
    - 清水PA

  - 清水聯絡路
    - 新清水JCT - 新東名高速道路（本線）與中部橫斷自動車道的交叉點。
    - 清水庵原IC
    - 清水JCT - 與東名高速道路的交叉點。
- 中部橫斷自動車道
  - 新清水JCT - 與新東名高速道路（本線）、清水聯絡路的交叉點。
- 國道1號
  - 靜岡外環道路
  - 富士由比外環道路
- 國道52號
- 國道149號
- 國道150號
- 靜岡縣道54號清水停車場線
- 靜岡縣道67號静岡清水線
- 靜岡縣道75號清水富士宮線
- 靜岡縣道192號・山梨縣道807號宍原塩出線
- 靜岡縣道193號興津停車場線
- 靜岡縣道195號・山梨縣道801號高瀬福士線
- 靜岡縣道196號・山梨縣道802號大向福士線
- 靜岡縣道197號入江富士見線
- 靜岡縣道198號駒越富士見線
- 靜岡縣道199號三保駒越線
- 靜岡縣道201號平山草薙停車場線
- 靜岡縣道338號清水交流道線
- 靜岡縣道371號茂畑横砂線
- 靜岡縣道377號静岡清水自轉車道線
- 靜岡縣道396號富士由比線
- 靜岡縣道407號静岡草薙清水線

### 港口
- 清水港 : 心跳夢想渡輪
- 蒲原漁港
- 由比漁港
- 西倉沢漁港

### 航空
- 三保飛行場
- 富士川滑空場

## 註解
1. ↑  国土地理院. .   [2014-06-06]. （原始内容存档于2018-09-15）.

## 外部連結
- マイタウン清水 （页面存档备份，存于）
- OpenStreetMap上有關清水區 (日本)的地理
- （日語） 官方网站